# Estación de Coscurita
Coscurita es una estación ferroviaria situada en el municipio español homónimo, en la provincia de Soria, comunidad autónoma de Castilla y León. Antaño fue un nudo ferroviario donde se cruzaban las líneas Torralba-Castejón y Valladolid-Ariza. En la actualidad carece de servicios de pasajeros.

## Situación ferroviaria
Las instalaciones se encuentran situadas en el punto kilométrico 42,9 de la línea férrea de ancho ibérico que une Torralba con Soria a 958 metros de altitud, entre las estaciones de Torralba y de Almazán-Villa. El trazado es de vía única y está sin electrificar.

## Historia
El ferrocarril llegó a Coscurita el 1 de junio de 1892 con la apertura de la línea Torralba-Soria. Las obras corrieron a cargo de la compañía del Gran Central Español que había obtenido su concesión de Eduardo Otlet titular inicial de la misma tras ganar la correspondiente subasta. Poco duró, sin embargo la gestión del Gran Central Español ya que la compañía quebró un año después y la concesión regresó a su primer poseedor. En 1920, la línea fue traspasada a la Sociedad de los Ferrocarriles Soria-Navarra explotando el trazado hasta la nacionalización del ferrocarril en España en 1941 y la creación de RENFE.
La línea Torralba-Soría no fue la única llegar al municipio ya que, en 1895, la compañía MZA inauguró la línea Valladolid-Ariza, de carácter transversal. Este trazado acabaría cerrado al tráfico de viajeros en 1985 y al de mercancías en 1993, despojando así a la estación de su condición de nudo ferroviario. No obstante, en 1995 se autorizó la reapertura del tramo entre Coscurita y Almazán-Dehesa para dar servicio al cargadero de cereales de esta última estación.
Desde el 31 de diciembre de 2004, Adif es la titular de las instalaciones.
Hasta diciembre de 2017 contaba con servicios de media distancia operados por Renfe Operadora.